# Empanada

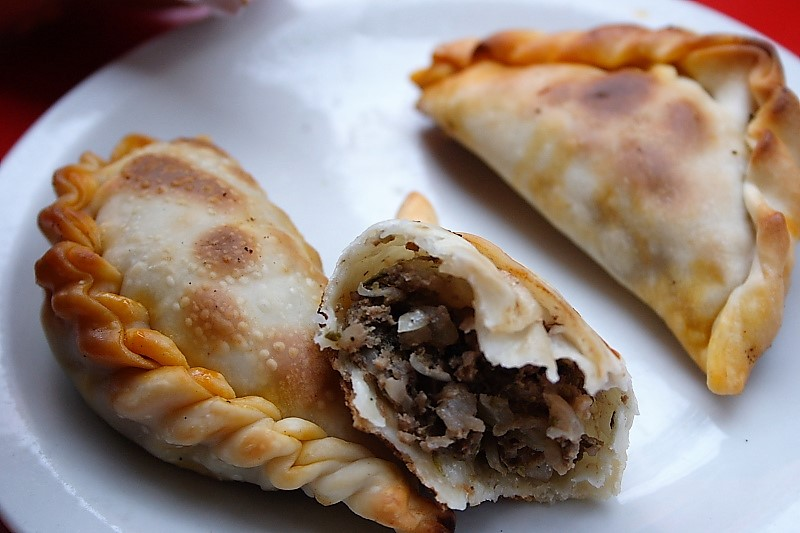
Argentinische Empanadas de carne

Eine Empanada (von Spanisch empanar = panieren) ist eine gefüllte Teigtasche, die in Spanien, Mittel- und Südamerika sowie auf den Philippinen verbreitet ist.

## Argentinien
In Argentinien sind die Empanadas meist um die zehn Zentimeter lang und halbmondförmig. Sie werden im Ofen zubereitet (Empanadas de horno) oder frittiert (Empanadas fritas). Es gibt Empanadas mit Rindfleischfüllung (Empanada de carne), Hühnerfleischfüllung (Empanada de pollo), gefüllt mit Schinken und Käse (Empanada de jamón y queso) und mit anderen Füllungen wie Thunfisch, Zwiebeln, Spinat, Mais etc. Eine dreieckige Form haben die vor allem in der Provinz Córdoba beliebten Empanadas Árabes, die mit Hackfleisch, Zwiebeln und Zitronensaft gefüllt sind.
Jede Provinz hat ihre spezielle Sorte Empanada, die dann ihren Namen trägt. So findet man die Empanada Salteña, Cordobesa, Tucumana, Mendocina, Santiagueña usw. In der Provinz Buenos Aires werden sie Empanada Criolla genannt. Die Zutaten der Empanadas und Rezepte variieren je nach Provinz. Jedes Jahr im September findet in Famaillá in der Provinz Tucumán das Nationale Empanada-Fest (Fiesta Nacional de la Empanada) statt, wo die besten Empanada-Bäcker ausgezeichnet werden.

## Bolivien
In Bolivien gibt es neben Empanadas auch Salteñas, die man an ihrem schwarzen Teigrand erkennen kann. Vermutlich wurden sie nach der argentinischen Stadt Salta benannt, aus der sie stammen sollen.

## Brasilien
Brasilianische Empanadas heißen empadas oder, als kleinere Variante, empadinha. Die frittierte Variante heißt pastel (Plural: pastéis). Gängige Zutaten für die Füllung, die in den Empanadas anderer Länder eher selten zum Einsatz kommen, sind gehackte Palmherzen und Garnelen.

## Chile
In Chile werden zwei Zubereitungsarten für Empanadas unterschieden: Empanadas fritas werden frittiert und sind etwas kleiner, Empanadas de horno werden im Ofen gebacken, sind etwas größer und werden vor dem Backen mit Eigelb bestrichen. Die traditionelle Variante Empanadas de pino haben eine Füllung aus Hackfleisch (oft auch klein geschnittene Fleischstückchen oder Reste eines Bratens), gekochtem Ei, Zwiebeln, Rosinen und einer Olive. Es werden auch Füllungen mit Meeresfrüchten (Empanadas de marisco) oder Käse (Empanadas de queso mit einem einfachen, entwässerten Kuhmilchkäse oder Empanadas ricotta mit gewürztem Spinat und Ricotta) zubereitet. Die Bezeichnung Empanadas chilenas ist üblich. Eine Besonderheit sind Empanadas mil hojas, deren Hüllen aus Blätterteig bestehen.

## Karibik
In Puerto Rico werden die Empanadas Pastelillos genannt. Sie können mit Rinderhackfleisch, Huhn, Guave, Käse und Eiern gefüllt werden. In der Dominikanischen Republik und auf Kuba gibt es Empanadas aus normalem Weizenmehlteig und alternativ auch aus dem Mehl von Yucca (Maniok).

## Kolumbien
Die kolumbianischen Empanadas unterscheiden sich nur unwesentlich von denen in den umliegenden lateinamerikanischen Ländern. Je nach Region und Geschmack findet man Empanadas aus Mais- oder Weizenmehl, meist werden sie in heißem Öl frittiert und gerne zum Kaffee gereicht. In vielen Regionen ist es üblich, neben Hackfleisch die Füllung mit Reis zuzubereiten. Zwiebeln, gekochtes Ei und Hülsenfrüchte, zum Beispiel Erbsen, sind ebenfalls beliebt. Gewürzt wird diese Füllung mit Comino, der kolumbianischen Variante des Kreuzkümmels.
Eine besondere Empanada ist die Empanada de harina pastusa, eine aus Weizenmehl zubereitete Teigtasche, wie sie in Pasto, der Hauptstadt des Departamentos Nariño, und ihrer Umgebung serviert wird. Ihre Füllung ist herzhaft mit den zuvor genannten Zutaten, trotzdem wird sie nach dem Frittieren in Kristallzucker gewendet. Diese Mischung aus salzig und süß ist außerhalb der Region wenig bekannt.

## Mexiko
In Mexiko werden die Empanadas mit süßer (Ananas, Erdbeere etc.) oder herzhafter (Huhn, Rind etc.) Füllung serviert. Am 4. Oktober feiert man in Villa de Álvarez und dem Umland den Día de la Empanada, an dem man sich einen Paten für die Empanadas (Padrino de la empanada) sucht. Dieser Pate muss einen Tag lang den gesamten Konsum von Empanadas bezahlen. In der Innenstadt von Villa de Álvarez findet eine große Empanada-Messe mit Volksfest statt.

## Panama
In Panama werden Empanadas auch als Patties bezeichnet. Die gängigste Variante heißt Picadillo und enthält neben Rinderhack Rosinen, Kapern, Oliven, Sofrito und oft auch hartgekochtes Ei.

## Philippinen
Die philippinischen Empanadas enthalten üblicherweise eine mit Sojasauce gewürzte Füllung aus Rinderhackfleisch, gehackten Zwiebeln und Rosinen. Der Teig besteht aus Weizenmehl. Auch auf den Philippinen werden die Empanadas wahlweise gebacken oder frittiert. Bei den Füllungen gibt es starke regionale Abweichungen. In der Provinz Negros Occidental ist z. B. eine vegetarische Variante mit grünen Papayas, Kürbis und Mungobohnensprossen gängig. In der nördlichen Provinz Ilocos Sur wird der Teig aus Reismehl hergestellt, die Füllung besteht oft aus grünen Papayas und Würstchen.

## Spanien

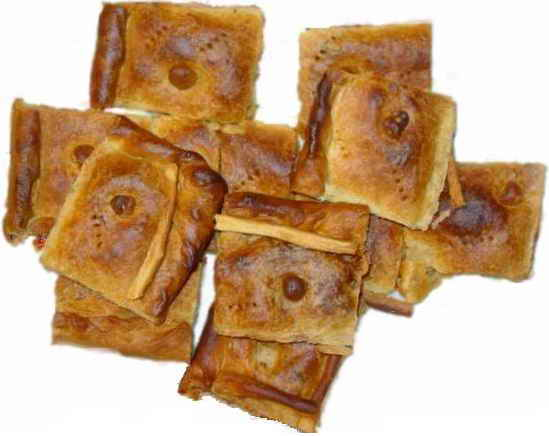
Galicische Empanada, in Stücke geschnitten

Die spanischen Empanadas stammen ursprünglich aus der Region Galicien und sind heute landesweit bekannt. Sie werden in der Regel in herkömmlichen Bäckereien verkauft. Die spanische Empanada ist entweder kreisrund mit circa 30 Zentimeter Durchmesser oder nimmt gleich ein ganzes Backblech ein. Sie wird im Ofen gebacken und zum Verzehr in handliche Portionen geschnitten. In Galicien werden auch kleinere, halbmondförmige Versionen der Empanada zubereitet, die dort Empanadillas (Verkleinerungsform) genannt werden.
Als Teig wird ein Hefeteig evtl. unter Hinzufügung von Olivenöl verwendet. Die Füllung enthält als Grundlage Paprika, Tomaten und Zwiebeln und zusätzlich je nach Zubereitung Thunfisch, Stockfisch, Meeresfrüchte wie Tintenfische oder Krake, andere Fischarten, Hackfleisch oder Huhn und ist normalerweise nicht scharf gewürzt. In ganz Spanien ist die Thunfisch-Empanada am häufigsten anzutreffen, wogegen die Meeresfrüchte-Füllungen besonders in Galicien sehr beliebt sind.
Der Ursprung der Empanada lässt sich bis in die Zeit vom 10. bis zum 13. Jahrhundert zurückverfolgen, wo sie von Jakobsweg-Pilgern erwähnt wird. Eines der ältesten Zeugnisse ist eine Reliefdarstellung am Pórtico de la Gloria, der Kathedrale von Santiago de Compostela aus dem 12. Jahrhundert, welche die Abbildung einer Empanada enthält, eine weitere ist am nebenstehenden Palacio de Gelmírez zu sehen. Das älteste Rezept für mit Fisch gefüllte Empanadas stammt aus dem Jahr 1520 aus Katalonien.

### Balearische Inseln

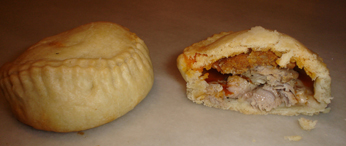
Formatjades sind mit Käse gefüllte Empanadas von den Balearen

Panades (auch bekannt als Empanadas) sind eine gefüllte Gebäck-Spezialität und ein weitverbreiteter Brauch der traditionellen Osterbäckerei auf den Balearen. Je nach Geschmack und überlieferter Tradition ist der Teig neutral oder süß, indem Zucker oder Orangensaft hinzugefügt werden, oder mit Erbsen, Fleisch oder Fisch gefüllt.
Die wesentlichen Zutaten der klassischen Teigmasse bestehen aus Mehl, Salz, ausgelassenem Schweineschmalz und Wasser. Die Zutaten werden gut verknetet und ein zylindrischer Teignapf mit acht bis zehn Zentimetern Durchmesser und drei bis vier Zentimeter hoher Wand geformt. Die Füllung besteht je nach Region und Tradition aus gewürfeltem Lammfleisch (von der Keule) oder auch Fisch, Bauchspeck, Sobrassada, Salz, Schwarzer Pfeffer, Paprikapulver, Olivenöl, Erbsen und Zwiebel. Die Füllung wird meist am Vorabend vorbereitet und in einer Marinade aus Olivenöl und den Gewürzen eingelegt.
Als Verschluss des Teignapfs wird aus etwas Teig mit Hilfe einer Teigrolle ein dünner Deckel gewalzt, der mit der Wand verknetet wird. Dabei wird der Rand zu einer Art Rosette geformt und fest verschlossen. Die Panades werden gebacken, bis der Teig goldgelb ist. Verzehrt werden sie abgekühlt. Heute bekommt man Panades das ganze Jahr in den Bäckereien und Konditoreien der Inseln angeboten.
Die Formatjades (von Katalanisch: formatge, „Käse“) stammen aus Menorca und sind meist mit Käse gefüllt.

## Venezuela
Venezolanische Empanadas werden im Vergleich zu denen in anderen Ländern häufiger mit Fisch gefüllt. Gängig sind hier insbesondere Thunfisch und wesentlich seltener Hai.